# シアター・オブ・ペイン
シアター・オブ・ペイン (Theatre Of Pain）は、モトリー・クルーが1985年にリリースした3rdアルバム。全米アルバムチャート最高6位。
ヘビー・メタル然とした前作『シャウト・アット・ザ・デヴィル』に比べて音もファッションもグラム・ロックよりのポップな作品となった。
バンドのリーダーであるニッキーは、当時メンバー全員が薬物中毒、アルコール中毒の問題を抱えていた状態で製作されたためあまり納得のいく作品ではないと言う発言をしている。
トミー・リーがピアノを弾いたバラード「ホーム・スウィート・ホーム」、ブラウンズヴィル・ステーションのカバー「スモーキン・イン・ザ・ボーイズ・ルーム」がシングル・カットされた。「ホーム・スウィート・ホーム」は、リンプ・ビズキットのアルバム『グレイテスト・ヒッツ』で、「ビター・スウィート・シンフォニー」（ザ・ヴァーヴのカバー）とのメドレーという形でカバーされた。
1998年、2003年におけるレーベル移籍の際にボーナストラック、エンハンスド・ビデオトラックが追加収録された。
このアルバムは前年にヴィンスが起こした交通事故で死亡したハノイ・ロックスのドラマー、ラズル (Razzle (musician)) に捧げられている。

## 収録曲
1. シティ・ボーイ・ブルース - City Boy Blues  [4:10]
Words/Music:Nikki Sxx, Mick Mars, Vince Neil
2. スモーキン・イン・ザ・ボーイズ・ルーム - Smokin' In The Boys Room  [3:27]
Words/Music:Cub Koda, Michael Litz
  - 1985年6月24日に、『ユーズ・イット・オア・ルーズ・イット』とともにシングルカット。
3. ラウダー・ザン・ヘル - Louder Than Hell [2:32]
Words/Music:Sixx
4. キープ・ユア・アイ - Keep Your Eye On The Money [4:40]
Words/Music:Sixx
5. ホーム・スウィート・ホーム - Home Sweet Home [3:59]
Words/Music:Sixx, Neil, Tommy Lee
  - 1985年9月30日に『レッド・ホット』とともにシングルカット。
6. トゥナイト - Tonight (We Need A Lover) [3:37]
Words/Music:Sixx, Neil
7. ユーズ・イット・オア・ルーズ・イット - Use It Or Lose It [2:39]
Words/Music:Sixx, Mars, Neil, Lee
  - 1985年6月24日に『スモーキン・イン・ザ・ボーイズ・ルーム 』とともにシングルカット。
8. セイヴ・アワ・ソウルズ - Save Our Souls [4:13]
Words/Music:Sixx, Neil
9. レイズ・ユア・ハンズ - Raise Your Hands To Rock [2:48]
Words/Music:Sixx
10. ファイト・フォー・ユア・ライツ - Fight For Your Rights [3:50]
Words/Music:Sixx, Mars
11. ホーム・スウィート・ホーム（デモ） - Home Sweet Home(Demo) [4:24]＊ボーナストラック
Words/Music:Sixx, Neil, Lee
12. スモーキン・イン・ザ・ボーイズ・ルーム（オルタネイト・ギター・ソロ） - Smokin' In The Boys Room(Alternate Guitar Solo-Rough Mix)  [3:34]＊ボーナストラック
Words/Music:Cub Koda, Michael Litz
13. シティ・ボーイ・ブルース（デモ） - City Boy Blues(Demo)  [4:28]＊ボーナストラック
Words/Music:Sxx, Mars, Neil
14. ホーム・スウィート・ホーム（インストゥルメンタル・ラフ・ミックス） - Home Sweet Home(Instrumental Rough Mix) [2:58]＊ボーナストラック
Words/Music:Sixx, Neil, Lee
15. キープ・ユア・アイ（デモ） - Keep Your Eye On The Money(Demo) [3:49]＊ボーナストラック
Words/Music:Sixx
16. トミーズ・ドラム・ピース・フロム・チェロキー・スタジオ - Tommy's Drum Piece from Cherokee Studios [3:16]＊ボーナストラック
Words/Music:Lee
17. ホーム・スウィート・ホーム - Home Sweet Home ＊エンハンスド・ビデオトラック

## 参加ミュージシャン
- ヴィンス・ニール (Vince Neil)  - ボーカル
- ミック・マーズ (Mick Mars)  - ギター
- ニッキー・シックス (Nikki Sixx)  - ベース
- トミー・リー (Tommy Lee)  - ドラム、ピアノ